# SC2000
SC2000 ist die Bezeichnung eines Stahlachterbahnmodells des Herstellers Maurer Rides der Kategorie Spinning Coaster, welche erstmals 1999 ausgeliefert wurde. Frühere Namen des Modells sind Xtended SC 2000 und Spinning Coaster 2000.
Die 430 m lange Strecke erreicht eine Höhe von 15,5 m, besitzt ein maximales Gefälle von 50° und erstreckt sich auf einer Grundfläche von 23 m × 45 m. Es können bis zu acht einzelne Wagen eingesetzt werden, mit Platz für jeweils vier Personen (zwei Reihen à zwei Personen), wodurch eine Kapazität von 900 Personen pro Stunde erreicht wird.

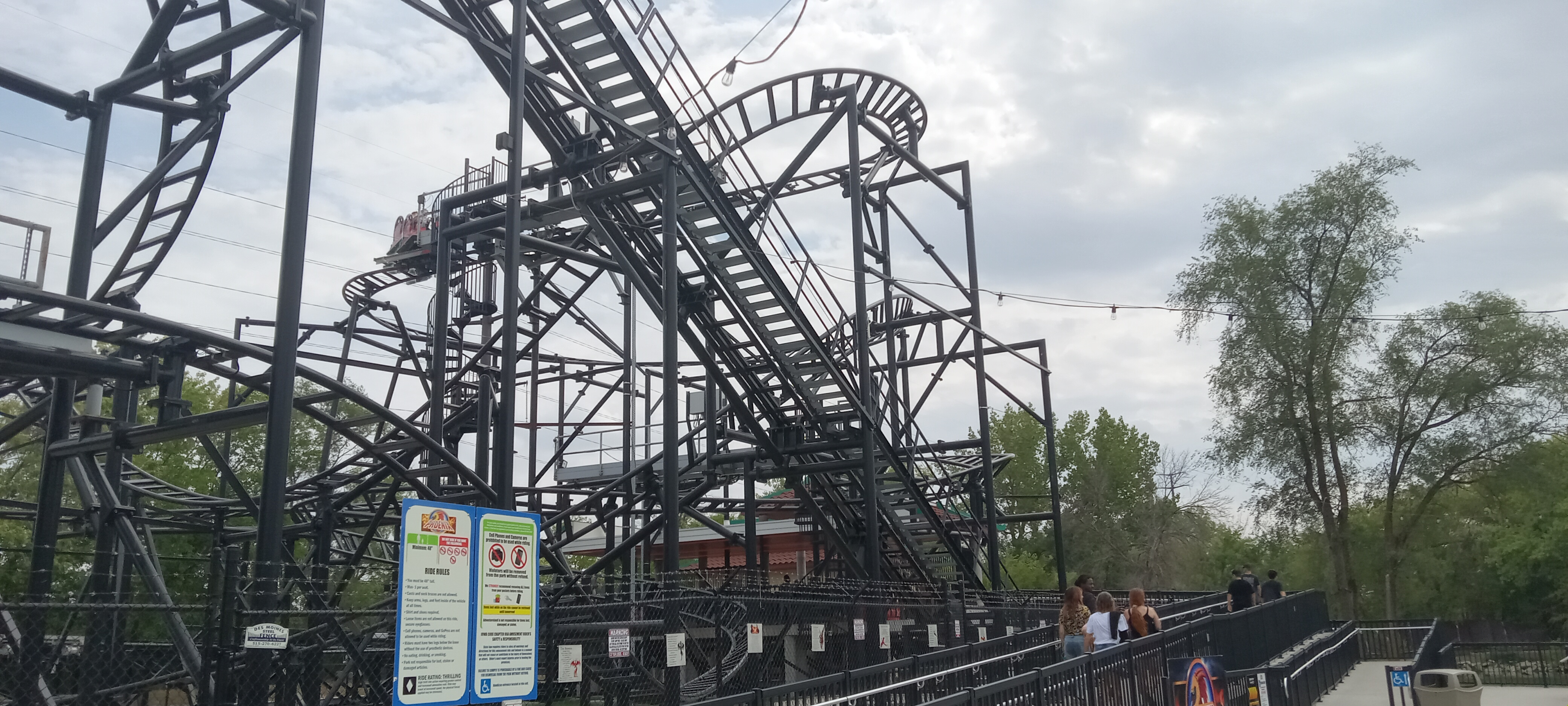
Phoenix im Adventureland
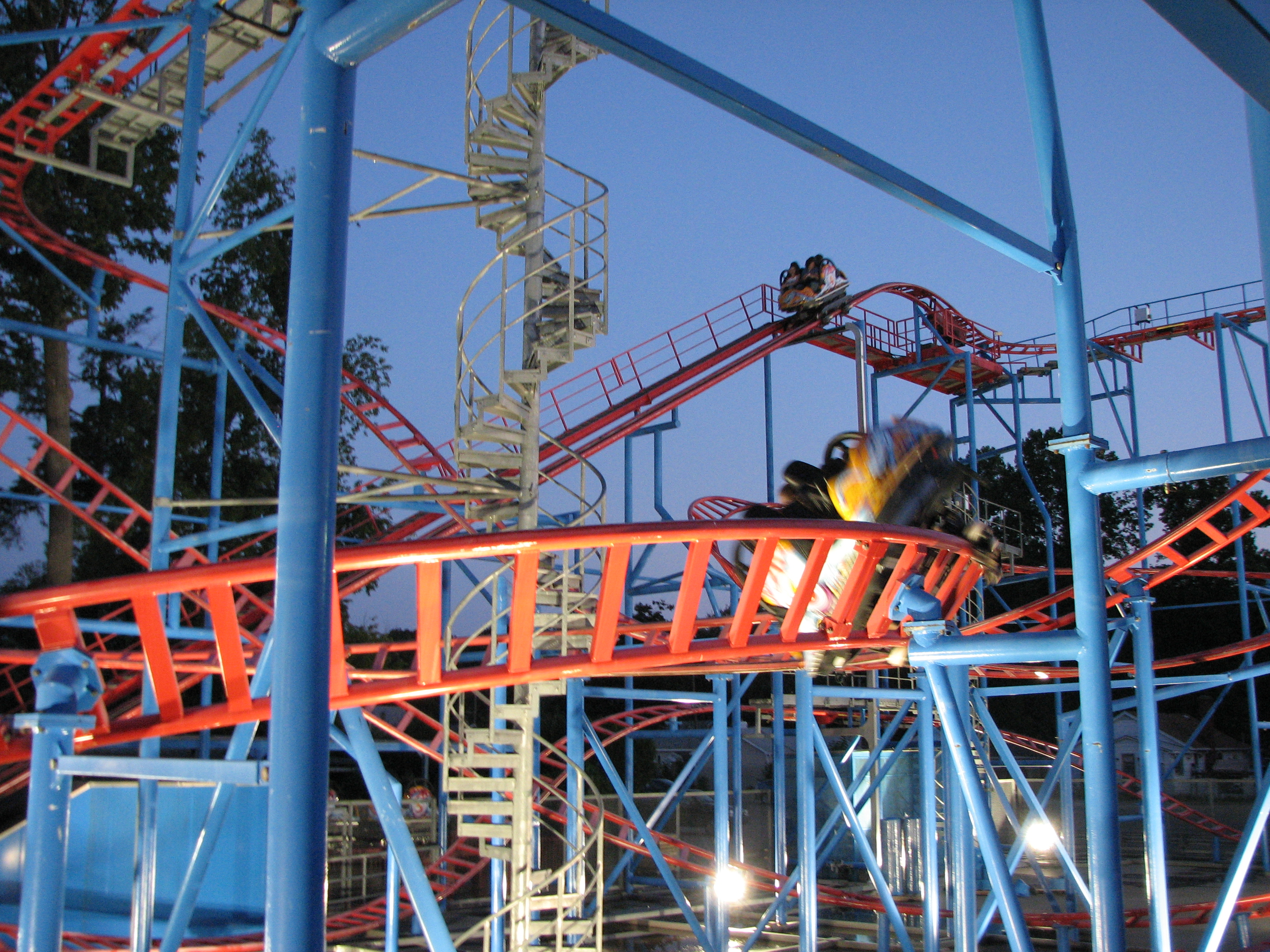
Steel Dragon in Waldameer
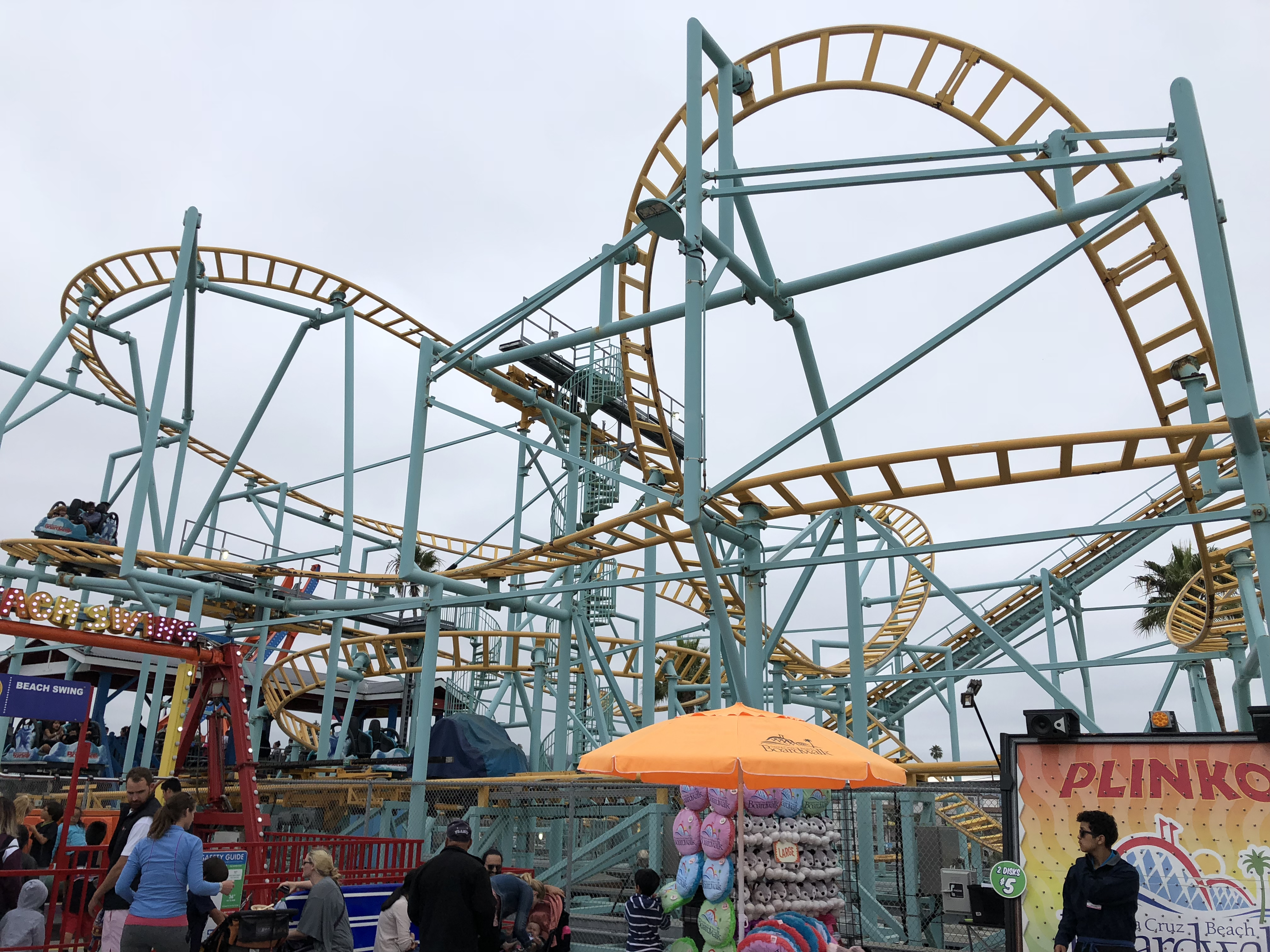
Undertow in Santa Cruz Beach Boardwalk

## Standorte
| Achterbahn         | Betreiber                                                           | Land                                      | Eröffnung                                | Schließung        | Bemerkungen                                                                             | Offizielle Website |
| ------------------ | ------------------------------------------------------------------- | ----------------------------------------- | ---------------------------------------- | ----------------- | --------------------------------------------------------------------------------------- | ------------------ |
| Alien Taxi Xtreme  | Trans Studio Cibubur Blue Bayou Dixie Landin' Drievliet Family Park | Indonesien Vereinigte Staaten Niederlande | 12. Juli 2019 26. Mai 2007 3. April 2004 | 2017 2006         | Wurde vorher unter dem Schausteller Freddy Schneider auf deutschen Kirmessen betrieben. |                    |
| Laff Trakk         | Hersheypark                                                         | Vereinigte Staaten                        | 23. Mai 2015                             |                   | Dunkelachterbahn                                                                        |                    |
| Phoenix            | Adventureland                                                       | Vereinigte Staaten                        | 4. Juli 2019                             |                   |                                                                                         |                    |
| Sky Spin Whirlwind | Skyline Park Camelot Theme Park                                     | Deutschland Vereinigtes Königreich        | 6. Juli 2013 2003                        | 2. September 2012 | Hergestellt im Jahre 1999 und zuvor auf deutschen Kirmessen als Cyberspace betrieben.   |                    |
| Spider             | Lagoon                                                              | Vereinigte Staaten                        | April 2003                               |                   |                                                                                         |                    |
| Spinning Racer     | Fantasy Island                                                      | Vereinigtes Königreich                    | 2021                                     | 2021              | 2001 hergestellt und zuvor auf deutschen Kirmessen betrieben.                           |                    |
| Steel Dragon       | Waldameer                                                           | Vereinigte Staaten                        | 2. Juli 2004                             |                   |                                                                                         |                    |
| Undertow           | Santa Cruz Beach Boardwalk                                          | Vereinigte Staaten                        | 19. Oktober 2013                         |                   |                                                                                         |                    |
| Whirlwind          | Seabreeze Amusement Park                                            | Vereinigte Staaten                        | 2004                                     |                   | Vorher auf spanischen Kirmessen unter der Schaustellerfamilie Fraguas betrieben.        |                    |